# Атіла сіроголовий

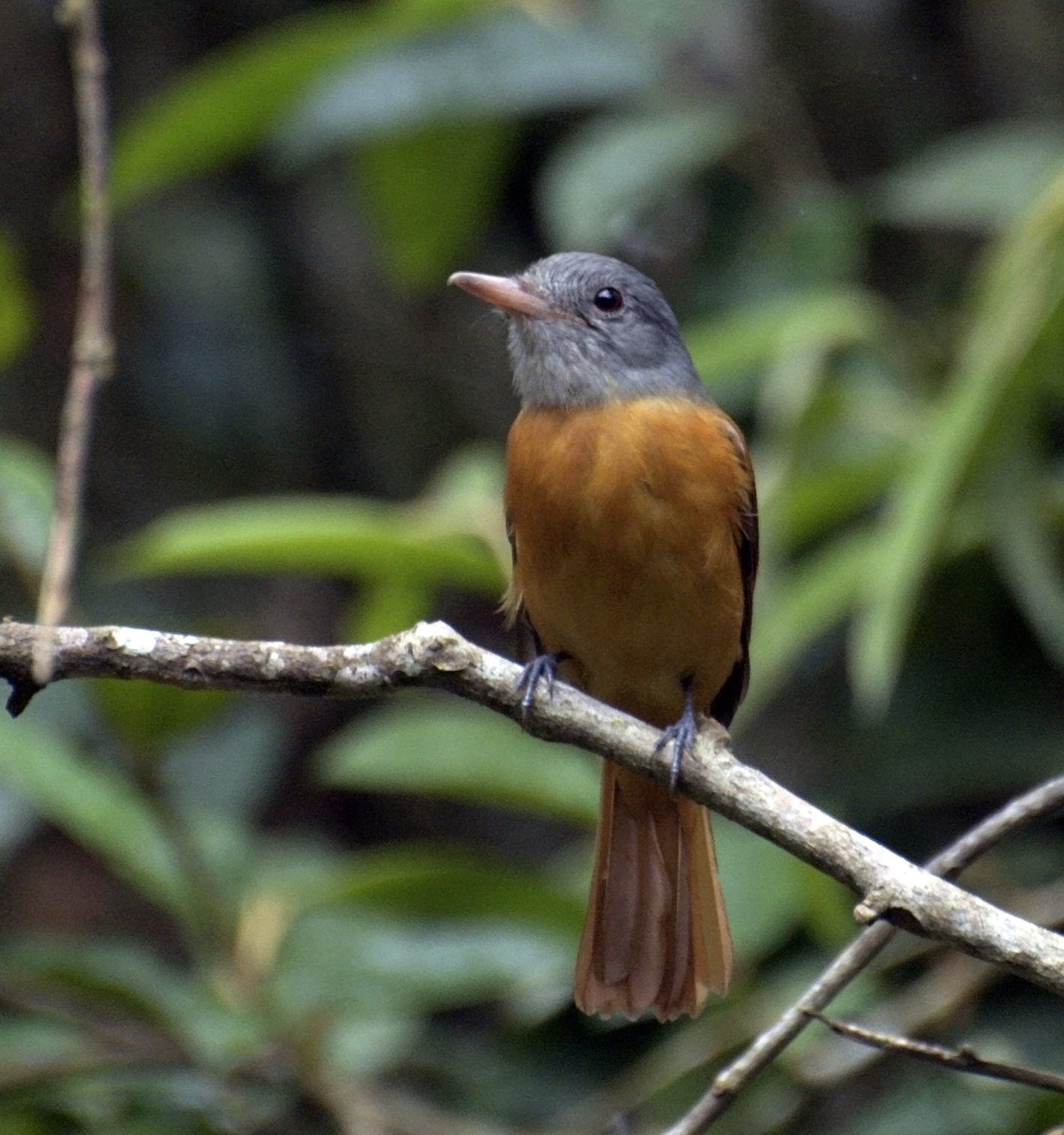
Сіроголовий атіла

Аті́ла сіроголовий (Attila rufus) — вид горобцеподібних птахів родини тиранових (Tyrannidae). Ендемік Бразилії.

## Підвиди
Виділяють два підвиди:
- A. r. hellmayri Pinto, 1935 — центральна Баїя;
- A. r. rufus (Vieillot, 1819) — від Мінас-Жерайсу до Ріу-Гранді-ду-Сулу.

## Поширення і екологія
Сіроголові атіли мешкають на східному узбережжі Бразилії. Вони живуть в бразильському атлантичному лісі. Зустрічаються на висоті до 1500 м над рівнем моря.